# Carl Vinnen

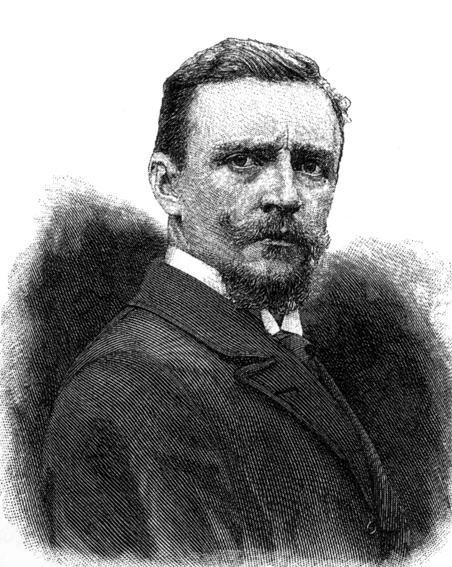
Carl Vinnen, grabado en madera 1899

Carl Vinnen (nacido el 28 de agosto de 1863 en Bremen; muerto el 16 de abril de 1922 en Múnich) fue un pintor paisajista alemán. Como escritor, utilizó el seudónimo de Johann Heinrich Fischbeck.

## Vida

### Hasta 1886

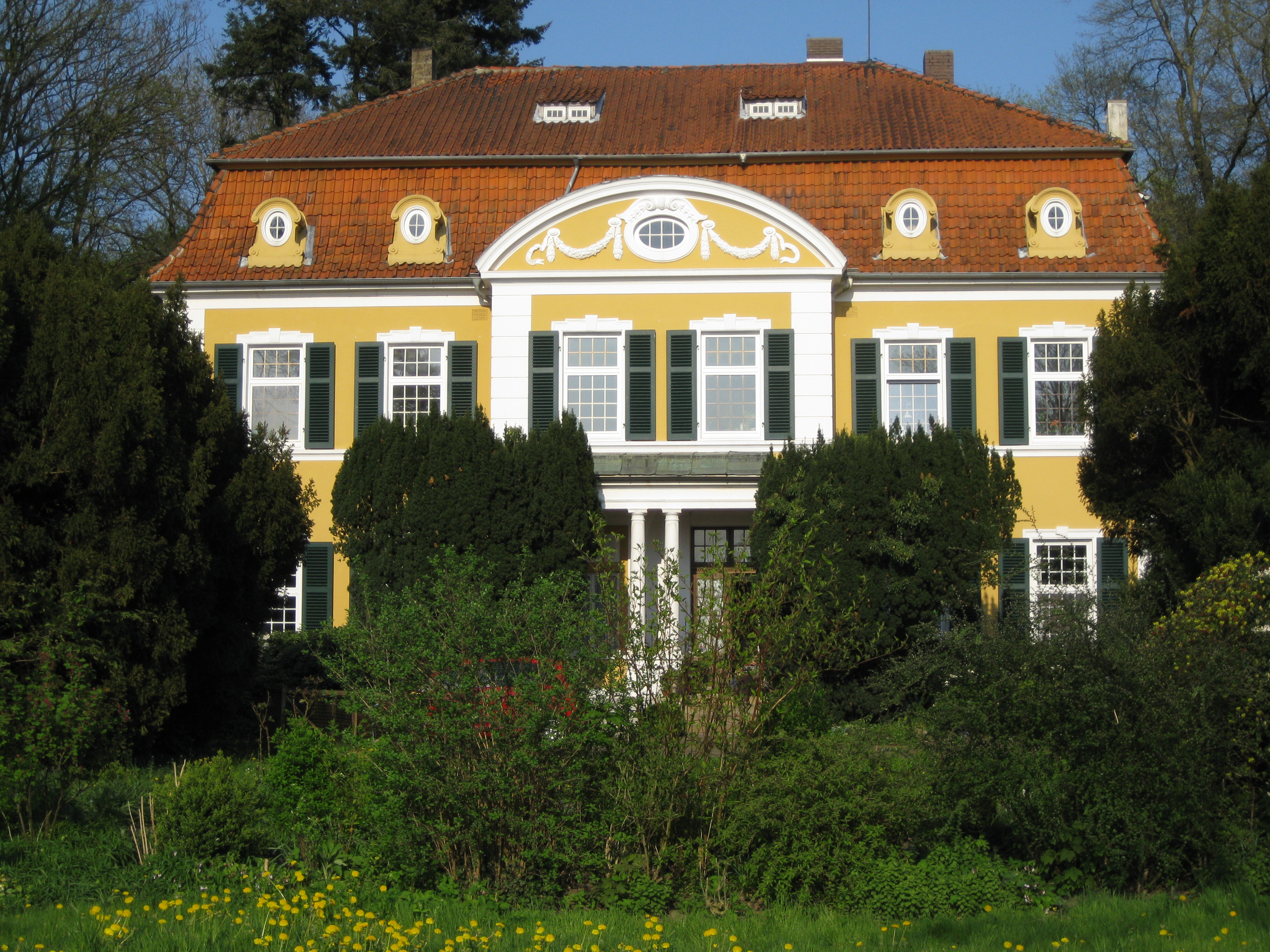
Casa señorial Vinnen en Beverstedt-Osterndorf

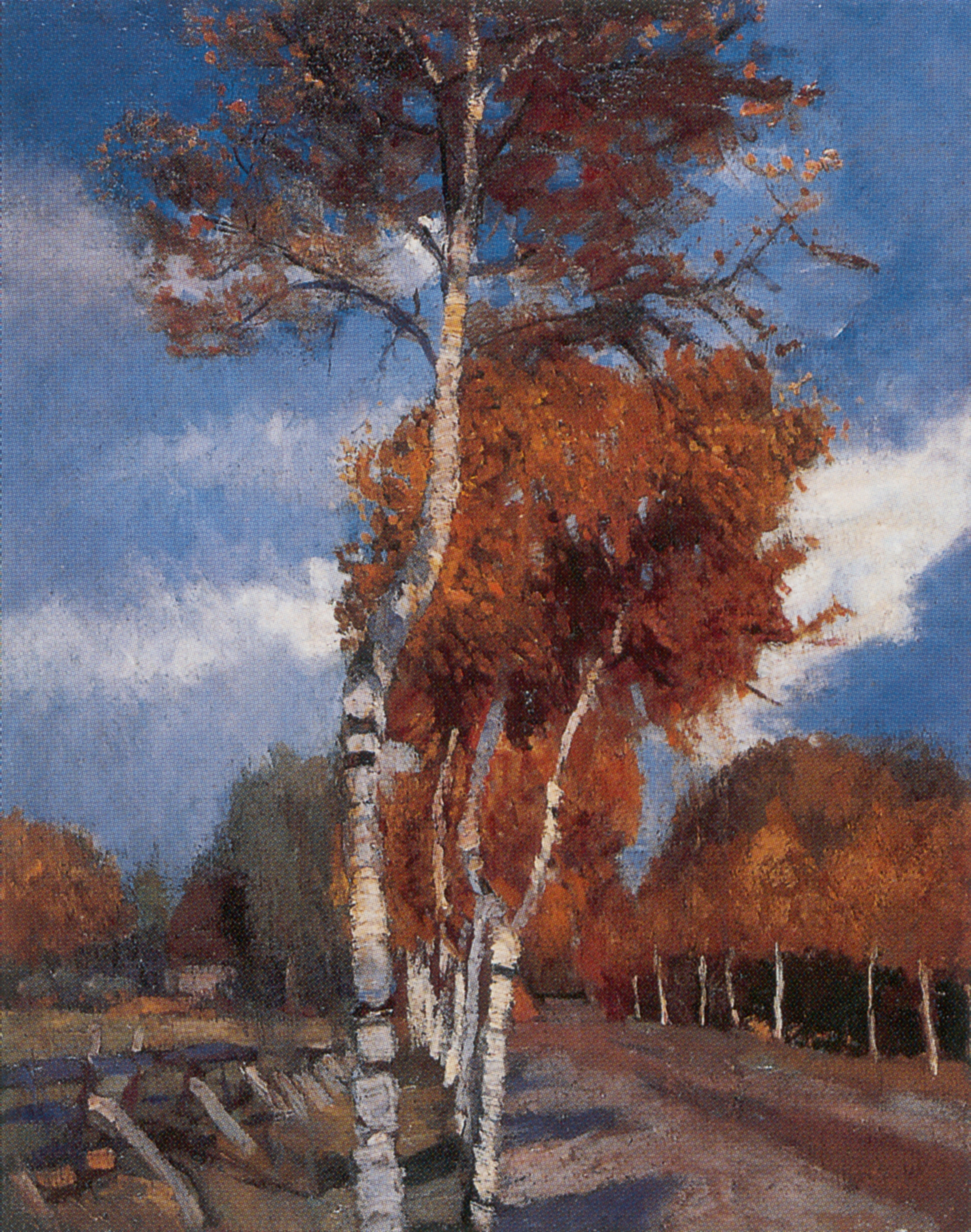
Birch Grove en otoño, 1891–1893

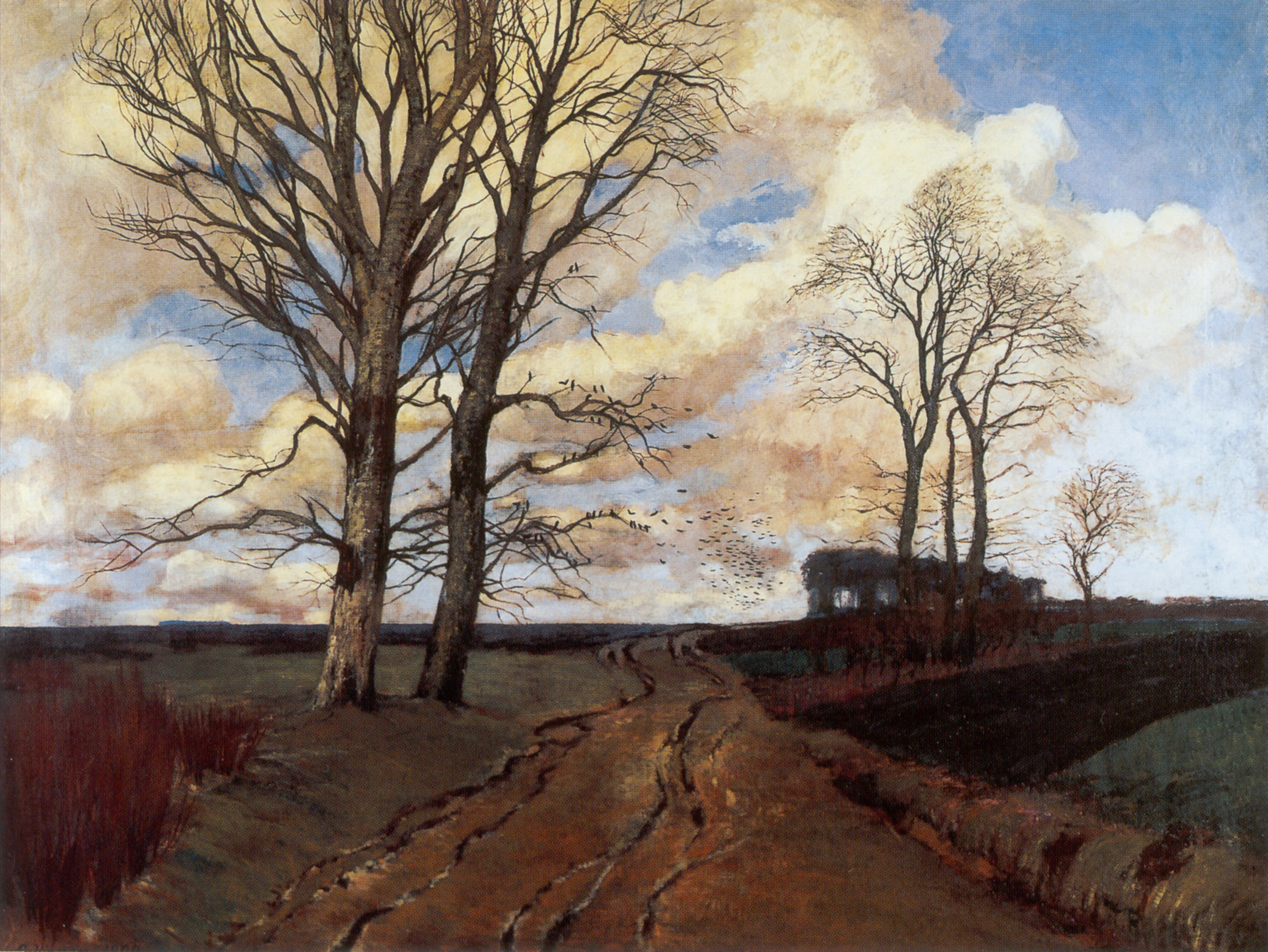
Camino, 1900

Carl Vinnen nació el 28 de agosto de 1863 como hijo del armador Johann Christoph Vinnen y su primera esposa Jenny Friederike, n. Westenfeld, en Bremen. Su madre murió en 1870. Su hermano, que era cinco años menor que él, fue el armador y político Adolf Vinnen. Después de dejar la escuela, Vinnen trabajó en la empresa de su padre durante un tiempo a petición de su padre.

### De 1886 a 1893
A la edad de 23 años, Carl Vinnen comenzó a estudiar en la Kunstakademie Düsseldorf con Heinrich Lauenstein y Hugo Crola, y tomó clases particulares con Eugen Dücker. A partir de 1888 continuó sus estudios en Karlsruhe. Carl Vinnen fue influenciado en su elección de motivos por su maestro Arnold Böcklin, y se concentró en la pintura de paisajes melancólicos.
En Düsseldorf, Vinnen conoció a Fritz Mackensen y Otto Modersohn en la asociación de artistas "Tartarus". En el verano de 1889, los dos lo visitaron durante unas semanas en la finca del padre de Vinnen, Inosterndorf (hoy un distrito de Beverstedt). En ese momento, Mackensen y Modersohn fundaron la colonia de artistas de Worpswede, a unos 25 kilómetros de Osterdorf. Vinnen también conoció entonces a Hans am Ende, Fritz Overbeck (1892), Heinrich Vogeler (1894) y Paula Modersohn-Becker durante visitas mutuas posteriores a Worpswede. Además de amistades con sus compañeros pintores de la misma edad, Vinnen también mantuvo contacto con el anciano escritor Hermann Allmers. El diario de Otto Modersohn registra disputas sobre puntos de vista artísticos entre Vinnen y Modersohn durante este tiempo.

### De 1893 a 1908
Aunque Carl Vinnen nunca residió en Worpswede, fue y es percibido como miembro de la comunidad de artistas de Worpswede. Vinnen y sus colegas de Worpswede fundaron la Asociación de Artistas de Worpswede en 1894 para presentar y comercializar mejor su arte ante el público. La capacitación comercial y las habilidades organizativas de Carl Vinnen les resultaron útiles. Su pintura al óleo de gran formato (280 × 200 cm) Descansar en un día de principios de primavera se mostró en una exposición conjunta de los Worpsweders en el Bremer Kunsthalle. Sin embargo, esta exposición en Bremen recogió solo críticas y poco reconocimiento para la comunidad de artistas de Worpswede. En 1895, con motivo de la gran exposición de la Secesión de Múnich en el Palacio de Cristal de Múnich, un crítico lo elogió como el "líder del grupo joven de artistas de Worpswede". Vinnen no pudo participar en la exposición debido a un accidente de equitación. Lo que llama la atención es la preferencia de Vinnen por los formatos grandes y los colores particularmente brillantes en sus pinturas de paisajes. Pero no a todos los colegas de Worpswede les gustó el estilo de Vinnen; por ejemplo, en 1894 Fritz Overbeck se expresó muy críticamente en una carta a Otto Modersohn sobre el cuadro citado de Vinnen. Por otro lado, el método de Vinnen de mostrar troncos de abedul cortados en el primer plano de sus pinturas también fue adoptado por sus amigos de Worpswede en sus propias pinturas.
Formó parte de la selección preferida de artistas contemporáneos que el "Comité para la adquisición y evaluación de cuadros de Stollwerck" sugirió al productor de chocolate de Colonia Ludwig Stollwerck para encargos de diseños.
Carl Vinnen era propietario de un estudio en su finca familiar Iosterndorf. Para poder pintar paisajes nevados cómodamente en invierno, Vinnen hizo construir un vagón de estudio con calefacción y grandes ventanales; también instaló un establo de animales modelo con caballos y ganado en su granja para poder pintar animales. Vinnen empleó a un asistente para que le fabricara los colores. En los alrededores de Osterdorf, en ese momento un paisaje de brezales, no solo pintó, también cabalgó y cazó. Carl Vinnen podía permitirse viajar en Europa a Escandinavia, Francia, España, Holanda, Bélgica e Italia, pero también a Asia y África. Durante una estancia en la costa belga, Carl Vinnen también se inspiró en los paisajistas belgas para hacer un uso aún más audaz del color intenso. El uso de un fuerte azul cobalto, por ejemplo, fue característico de los paisajes nocturnos de Vinnen.
En 1902 el poeta Rainer Maria Rilke escribió un libro con monografías de artistas de Worpswede. Además de Mackensen, Modersohn, Am Ende, Overbeck y Vogeler, Rilke también quiso describir a Vinnen en su obra. Carl Vinnen, sin embargo, rechazó que redactara un ensayo sobre sí mismo, a pesar de las solicitudes de Rilke. Vinnen ya no vio a los artistas de Worpswede al nivel que se habían visto anteriormente y en las reseñas literarias señaló el peligro de la "admiración acrítica". Rilke no pudo convencer a Vinnen, por lo que el libro solo se publicó con monografías de artistas que vivían en Worpswede. También en 1902, Vinnen se comprometió con Anna Lagemann y se casaron muchos años después. En 1903, Vinnen recibió una medalla de oro en la Gran Exposición de Arte de Berlín.
Carl Vinnen se convirtió en uno de los primeros miembros de la Deutscher Künstlerbund, fundada en 1903. Su nombre ya se encuentra en el catálogo de la tercera exposición de Weimar en 1906.

### De 1908 a 1912
Carl Vinnen se separó cada vez más de la comunidad de artistas de Worpswede. Después de que Overbeck y Modersohn dejaran Worpswede, Vinnen decidió en 1908 mudarse de Osterdorf a Cuxhaven. Los motivos marítimos de estilo impresionista pasaron a primer plano. En 1911, Carl Vinnen, junto con muchos otros artistas alemanes, firmó una protesta contra la supuesta infiltración en las colecciones de arte alemanas del arte francés. El motivo fue la adquisición del cuadro El campo de amapolas  de Vincent van Gogh por parte del director del museo Gustav Pauli para la Kunsthalle de Bremen. En una advertencia publicada en el Bremer Nachrichten, Vinnen se pronunció en contra de una “gran invasión del arte francés”, que, según Vinnen, significaba que los artistas alemanes perdieran grandes sumas de dinero en el mercado del arte alemán. Vinnen se opuso a la vanguardia francesa, se opuso al fauvismo y calificó a los expresionistas de decadentes e inferiores. Al mismo tiempo también se opuso al redescubrimiento de El Greco y su revalorización por parte de Meier-Graefe. El artículo de Vinnen se convirtió en la introducción a la publicación Ein Protest deutscher Künstler. Con una introducción de Carl Vinnen” en 1911. En respuesta, Piper Verlag publicó el folleto “Im Kampf um die Kunst” en julio de 1911. La controversia se conoció como la disputa de los artistas de Bremen.

### De 1912 a 1922

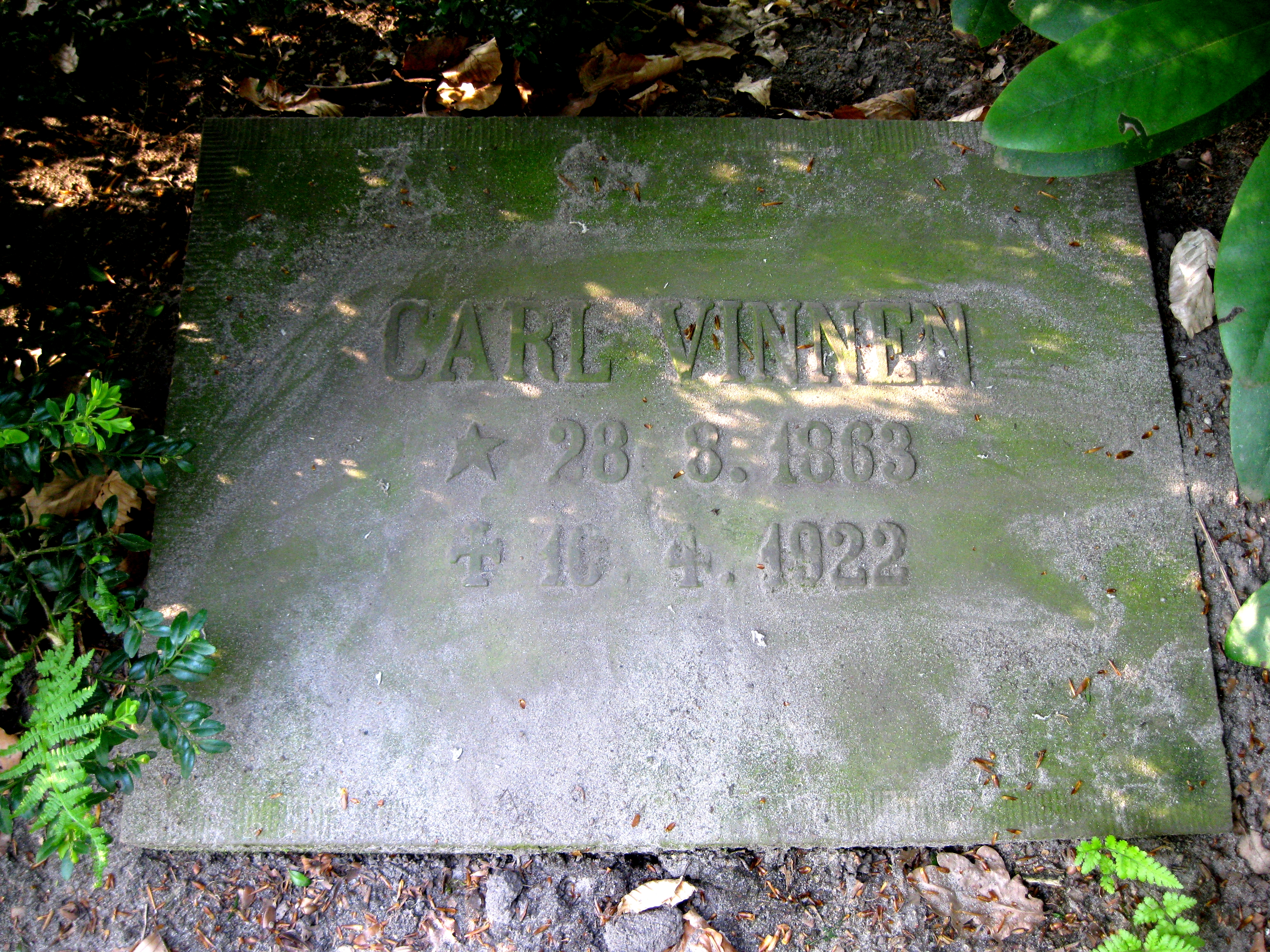
La lápida de la tumba de la urna de Vinnen en el Friedhof Inosterndorf

Incluso antes de la Primera Guerra Mundial, Carl Vinnen se trasladó a Múnich, donde había tenido una segunda casa durante mucho tiempo. En 1919, Vinnen se casó con su pareja de toda la vida, Anna Lagemann, pero no tuvo hijos de esta relación. Poco después del matrimonio, sufrió un derrame cerebral el 16 de abril. El 19 de abril de 1922 muere en Múnich a consecuencia de otro derrame cerebral. Su urna está en el cementerio privado de la familia Vinnen Inosterdorf.

## Obras (selección)

### Cuadros
- Bremen en el siglo XVII siglo (Pintura colosal (6,40 m × 2,50 m) en el salón de baile del Ayuntamiento de Bremen)[8]

- Descanso en un día de principios de primavera (1893)
- Birch Grove en otoño (1893)
- Camino al moro (1900)

### Libros
- Bajo el seudónimo de Johann Heinrich Fischbeck: Una historia de la naturaleza, o breves reseñas de la vida de los principales animales salvajes en el Ducado de Bremen ; Editor Eugen Diederichs, Jena 1899
- Quousque tandem en: Una protesta de artistas alemanes. Con una introducción de Carl Vinnen, págs. 2–16, Eugen Diederichs Jena 1911 DNB .